# 小行星4334
小行星4334（4334 Foo）是一颗绕太阳运转的小行星，为主小行星带小行星。该小行星于1983年9月发现。

## 轨道参数
小行星4334的轨道半长轴为469 438 951 km（3.1379609 UA），离心率为0.196。